# Флавий Ураний
Флавий Ураний (лат. Flavius Uranius) — римский политический деятель второй половины IV века.
Между 352 и 375 годом Флавий Ураний занимал должность наместника провинции Самний. Между 367 и 375 годом он находился на посту презида (наместника) Исаврии. Как кажется, после этого Ураний был возведен в ранг сенатора, возможно, на востоке империи, то есть вошел в состав константинопольского сената.